# 山崎哲秀
山崎 哲秀（やまさき てつひで、1967年10月2日 - 2023年11月29日）は、日本の犬ぞり探検家。グリーンランドの北極圏で自ら探検家として活動するとともに、日本の極地調査研究活動を支援した。「アバンナット北極プロジェクト」を設立し、犬ぞりによる北極圏の観測調査遠征をおこなったほか、エスキモー文化の継承や、エスキモー社会と日本社会の友好交流を図る活動を行った。

## 経歴
兵庫県出身。父は原子力発電所の技術者。洛南高校（京都府）卒業後、植村直己に憧れて大学に進学せずにアルバイトを繰り返して海外旅行に出かけた。 1988年にアマゾン河イカダ下り単独行を経て、1989年からは北極圏（主にグリーンランド）遠征を繰り返し、グリーンランド北部エスキモー式の犬ぞり技術や狩猟技術を継承。北極圏での数々の観測調査遠征をはじめ、第46次日本南極地域観測隊（越冬）にも参加した。
大阪府高槻市に自宅を有し、家族とともに暮らしたが、冬季にはグリーンランド北西部のシオラパルクで生活した。2006年より「アバンナット北極圏環境調査プロジェクト」の取り組みを行い、気候変動の影響の大きな北極地域において自ら犬ぞりでの調査研究活動にあたるとともに、夏季には日本から極地を訪れる研究者を支援して「犬ぞり案内人」と称された。また、2017年には「一般社団法人アバンナット北極プロジェクト」を設立し、エスキモー文化の継承や、日本の極地観測の支援、エスキモー社会と日本社会の友好交流を図る活動を行った。
2023年11月29日、シオラパルクから海氷上に出たのち消息を絶つ。遭難は12月2日に発表された。
- （社）日本雪氷学会会員
- 南極倶楽部会員（南極観測隊OB・観測船関係者、北極関係、極地旅行者などを会員とする任意団体）
- 北極倶楽部会員
- （社）北極観測支援機構理事（2015年11月 - ）

## 計画の背景
1988年から現在に至るまで北極圏をベースに徒歩や犬橇による遠征を続けてきたが、活動を続ける中で極地研究者たちとの出逢いがあり、1995年からは北極圏での様々な学術調査に参加し、地球環境の急速な変化を科学的に知ることになった。
それまでの個人的な極地への取り組みとは別に、極地観測という科学的な関心を強く持つようになり、1998年と2000年には北海道大学の的場澄人と共同で、犬橇による、グリーンランド北部、内陸域観測調査を実施した。
また2004－2006年にかけて、第46次日本南極地域観測隊に越冬隊員として参加して学術調査の重要性を再認識し、2006年から10年間にわたる北極圏環境調査プロジェクトを計画することになった。
北極圏には地球が抱える「温暖化」や、人為汚染といった影響が顕著に表れる。同地で継続的に海氷や雪氷などのデータを収集し、エスキモー民族から自然や生活環境の変化を聞き取り調査することで、地球の環境推移を的確に把握できる。
極地観測はこれまで公的資金により実施されてきたが、民間支援による極地観測調査活動も必要と考え、研究者と共同で北極圏の広域な観測調査を継続して実施し、極地の現状を情報発信するものである。
「自分に何ができるか？」を意識して、環境問題に取り組む社会貢献活動である。

## 計画の概要

### １．第一次アバンナット（ＡＶＡＮＧＮＡＱ）計画
「アバンナット 犬ぞりによる北極圏環境調査プロジェクト 2006年～」1988年から現在に至るまで、北極遠征を続けてきた。25年間に亘り、毎年のように北極圏に通い続ける中で、温暖化や人為汚染などといった地球環境問題が騒がれるようになった。環境への取り組みに、自分も何か参加できないか？自分に何が出来るか？と考えた時、僕の手の中には北極しかなかった。北極圏に住むエスキモー民族から伝授された犬ぞり技術を駆使し、広域を移動しながらの活動が自分には出来ることだ。そして2006年から「アバンナット　犬ぞりによる北極圏環境調査プロジェクト」をスタートした。
北極圏は地球が抱える「温暖化」や「人為汚染」といった影響が顕著に表れる場所だ。継続的に海氷や雪氷などのデータ収集をしたり、北極圏各地に暮らすエスキモー民族から自然や生活環境の変化の聞き取り調査をすることは、地球の環境推移を正しく知ることに繋がる。これまでは公的資金のもと極地観測は実施されてきたが、民間支援による極地観測調査活動も必要な時代ではないだろうか。研究者の方たちと共同で、自然の変化が急速に見られる北極圏で広域な観測調査を継続して実施し、極地の現状を自ら情報発信していくことで次の世代に繋げたい。「自分に何ができるか？」。この活動を通じて、私達が取り組んでいかなければならない環境問題に対し、ひとつの貴重な貢献になると信じている。
2006年10月11日～2007年5月12日にかけて、グリーンランド北西部地方へ犬ぞりによる環境調査遠征。
2007年10月10日～2008年5月9日にかけて、グリーンランド北西部地方～カナダ北極圏ヌナブット州へ犬ぞりによる環境調査遠征。
2008年11月19日～2009年5月11日にかけて、カナダ北極圏ヌナブット州へ犬ぞりによる環境調査遠征。
2009年11月11日～2010年5月6日にかけて、カナダ北極圏ヌナブット州へ犬ぞりによる環境調査遠征。
2010年11月5日～2011年4月14日にかけて、カナダ北極圏ヌナブット州へ犬ぞりによる環境調査遠征。
2011年10月17日～2012年5月6日にかけて、カナダ北極圏ヌナブト州にて、犬ぞりによる環境調査遠征。
2012年6月6日～2012年7月27日にかけて、グリーンランド北西部地方における、日本・SIGMA 観測調査プロジェクトに参加する。
2012年11月7日～2013年4月12日にかけて、カナダ北極圏ヌナブト州にて、犬ぞりによる環境調査遠征。
2013年6月18日～2013年8月8日にかけて、グリーンランド北西部地方における、日本・SIGMA 観測調査プロジェクトに参加する。
2013年10月29日～2014年5月4日にかけて、グリーンランド北西部地方へ犬ぞりによる環境調査遠征。
2014年5月5日～2014年6月5日にかけて、グリーンランド北西部地方における、日本・SIGMA 観測調査プロジェクトに参加する。
※2014年11月2日～2015年5月にかけて、グリーンランド北西部へ犬ぞりによる環境調査遠征スタート。 

## 目的
1. 北極圏域で研究者の方たちと共同で、継続的な観測調査を行う。
2. インターネットによる現地から環境状況の報告、発信。
3. 北極の美しい自然や、各経由地から現在のイヌイットの暮らしを伝える。※北極圏の「自然環境」と生活する人々の「生活環境」をテーマにしている活動。

## 移動手段
古来からグリーンランド北部アバンナッソア地区のイヌイットによって伝承されてきたスタイルの犬橇を使用する。
犬橇は大気を汚染せず、環境にやさしいためである。

## エピソード
- エピソード01◆1986年秋の15日間、東京～新潟～京都間、約750kmを野宿しながら徒歩旅行。
- エピソード02◆1987年5月、第一回アマゾン河イカダ下り単独行、失敗。
- エピソード03◆1988年4月5日～5月18日にかけて44日間、アマゾン河イカダ下り単独行、　約5000ｋｍ再挑戦に成功。
- エピソード04◆1989年7月17日～8月7日にかけて、第一回グリーンランド偵察を行う。
- エピソード05◆1990年2月23日～3月12日にかけて、第二回グリーンランド偵察を行う。
- エピソード06◆1991年2月12日～5月7日にかけて、北部アバンナッソア地区にて第三回グリーンランド偵察及び極地トレーニングを行う。
- エピソード07◆1992年2月18日～5月12日にかけて、北部アバンナッソア地区にて第四回グリーンランド偵察及びトレーニングを行う。
- エピソード08◆1993年2月17日～5月5日にかけて、北部アバンナッソア地区にて第五回グリーンランド偵察及びトレーニングを行う。
- エピソード09◆1994年3月5日～3月22日にかけて、カナダ北極圏レゾリュートにてトレーニングを行う。
- エピソード10◆1995年5月11日～6月17日にかけて、北極圏スバールバル諸島（スピッツベルゲン）北東島にて北極圏氷河学術調査隊（ＪＡＧＥ95，日本、ノルウェー、ロシア合同）に参加する。
- エピソード11◆1996年3月北極点単独徒歩行。失敗。
- エピソード12◆1997年1月20日～6月4日にかけて、グリーンランド北部、アバンナッソア地区へ遠征する。
- エピソード13◆1997年10月23日～1998年6月3日にかけて、グリーンランド北部、アバンナッソア地区へ、エスキモーの犬橇及び、狩猟技術を学ぶため遠征する。1998年5月、犬ぞりによる氷床へのPolar Research Expeditionを行う。
- エピソード14◆1999年4月18日～6月1日にかけて、北極圏スバールバル諸島（スピッツベルゲン）北東島、Austfonnaにおける、北極圏氷河学術調査隊に参加する。
- エピソード15◆1999年8月20日～2000年6月13日にかけて、グリーンランド北部、アバンナッソア地区へ遠征する。2000年4月～5月にかけて、犬ぞりによる氷床へのResearch Expeditionを行う。
- エピソード16◆2001年5月11日～7月4日にかけて、カナダ、Mt.LoganにおいてICE-CORE EXPEDITION 2001に参加する
- エピソード17◆2002年4月23日～6月23日にかけて、カナダ、Mt.LoganにおいてICE-CORE EXPEDITION 2002に参加する。
- エピソード18◆2003年7月20日～8月16日にかけて、ロシア、ベルーハにおいてICE-CORE EXPEDITION －ALTAI ITINERARY 2003に参加する。
- エピソード19◆2004年5月11日～6月2日にかけて、アラスカ、McCall氷河においてGlaciological Research at McCall Glacier, Alaska in 2004に参加する。
- エピソード20◆2004年11月23日～2006年3月28日にかけて、第46次日本南極地域観測隊に参加する。
- エピソード21◆2006年8月4日～8月28日にかけて、カムチャツカ、イチンスキー山において氷河掘削調査に参加する。
- エピソード22◆アバンナットプロジェクト2006-2007　2006年10月11日～2007年5月12日にかけて、グリーンランド北部、アバンナッソア地区へ遠征する。
- エピソード23◆アバンナットプロジェクト2007-2008　2007年10月10日～2008年5月9日にかけて、グリーンランド北部、アバンナッソア地区～カナダ北極圏ヌナブト州へ遠征する。
- エピソード24◆アバンナットプロジェクト2008-2009　2008年11月～2009年5月にかけて、カナダ北極圏ヌナブト州へ、犬ぞりによる環境調査遠征。
- エピソード25◆アバンナットプロジェクト2009-2010　2009年11月～2010年5月にかけて、カナダ北極圏ヌナブト州へ、犬ぞりによる環境調査遠征。
- エピソード26◆アバンナットプロジェクト2010-2011　2010年11月～2011年4月にかけて、カナダ北極圏ヌナブト州へ、犬ぞりによる環境調査遠征。
- エピソード27◆アバンナットプロジェクト2011-2012　2011年10月～2012年5月にかけて、カナダ北極圏ヌナブト州にて、犬ぞりによる環境調査遠征。
- エピソード28◆アバンナットプロジェクト2012-2013　2012年6月～2012年7月にかけて、グリーンランド北西部アバンナッソア地方における、日本・SIGMA　観測調査プロジェクトに参加する。
- エピソード29◆アバンナットプロジェクト2013-2014　2013年11月～2014年6月にかけて、グリーンランド西海岸北部、シオラパルク村滞在。
- エピソード30◆アバンナットプロジェクト2014-2015　2014年11月～2015年5月にかけて、グリーンランド西海岸北部、シオラパルク村滞在予定

## 受賞歴
- 2009年 第4回 モンベル・チャレンジ・アワード受賞
- 2011年3月　北極圏環境調査における「ライオンズクラブ高槻基金」の顕彰を受ける。
- 2011年　国際ソロプチミスト日本財団、環境貢献賞を受賞。

## 日本国内における出演・活動・報告
- 2008年11月23日、ベイエフエムのラジオ番組「THE FLINTSTONE」に出演した。[6]

- 2012年7月5日、朝日新聞デジタル記事に掲載された。[7]

- 2014年8月30日、京都府乙訓郡大山崎町で開催されたフリーペーパー「大山崎ツム・グ・ハグ」の企画による講演会及び池田久輝との対談イベントに出演した。[8]

- 2014年11月24日、電子写真絵本「エスキモー犬たちの北極大冒険」を出版した。[9][10]

- 2015年8月25日、月刊「地理」の特集に、的場澄人との共著「極地フィールド研究者と犬ぞり北極探検家のフィールドノート」が掲載された。[11]

- 2016年7月16日から31日の期間、京都市下京区のしんらん交流館において、エスキモー民族の民具と写真の展示「極北のエスキモー民族と自然～グリーンランド～」を行い、内25日、26日には来館した。[12]

- 2016年8月10日、フォトエッセイ「惑星巡礼第14回」において、角幡唯介からウヤミリックという名前の犬を預かり、チームの一員に加えたエピソードが掲載された。[13]

- 2016年11月25日、滞在中のグリーンランドからJAXAへ、今年は特に暖かい状況であると報告した。[14]

- 2017年10月28日、大阪府高槻市の複合商業施設 アクトアモーレで「北極犬ぞり探検写真展」を開催した。[15]

- 2021年10月23日、NHKが放送した「有吉のお金発見 突撃!カネオくん」に出演。「超過酷な犬ぞり北極調査!探検のお金の秘密」として、犬ぞりによる北極探検や地球温暖化の調査などの活動を紹介した[16]。